# Профейт-ЛеБлан, Луиза
Луиза Профейт-ЛеБлан (англ. Louise Profeit-LeBlanc, род. 16 ноября 1951) — сказительница из числа аборигенов, культурный просветитель, художница, писательница, хореограф и сценарист из народа северных тутчонов, творящая на атабаскском языке, на котором говорят на северо-востоке Юкона в Канаде. Она выросла в Мейо.

## Ранние годы
Профейт-ЛеБлан выросла в индейской общине Начо-Ньяк-Дун (англ. First Nation of the Big River People) на территории Юкон в Канаде. Она выросла в культуре Начо-Ньяк-Дун, говорящих на языке северных тутчонов, находящемся под угрозой исчезновения атабаскском языке. Многие представители коренных народов в этой области по-прежнему придерживаются традиций, поскольку продолжают жить за счёт земли, одновременно занимая рабочие места, где бы они ни жили.
Профейт-ЛеБлан училась в школе-интернате в начальных классах, но бабушка забрала её из интерната, потому что учителя говорили «больше о «грехе», чем о Боге».

## Школы-интернаты
В подростковом возрасте Профейт-ЛеБлан училась в школе-интернате Yukon Hall в Уайтхорсе, Юкон.

«150 000 детей были взяты из своих семей и помещены в школы-интернаты по всей стране. Некоторые из этих детей были вывезены из своих общин в отдалённые места на весь год, в то время как других поместили в школы, расположенные недалеко от их традиционных земель и домов, работать на фермах или в текстильной промышленности». — Луиза Профейт Леблан (CBNS) 2011 год
Оригинальный текст (англ.)"150,000 children were taken from their families and placed in residential schools across the nation. Some of these children were flown out of their communities to distant places for the entire year while others were placed in schools just down the road from their traditional lands and homes to work on farms or in the textile industry." — Louise Profeit Leblanc (CBNS) 2011

## Сказительница
Луизу Профейт-ЛеБлан научила искусству сказительства её тетя Анджела Сидни, посвятившая свою жизнь сохранению историй тагиш Южного Юкона. Профейт-ЛеБлан, выросшая на рассказах своего Кукума, очаровала публику басней о ревности. Сидни подчёркивала необходимость осознавать потребности аудитории, предварять рассказ молитвой и просить прощения до того, как будет нанесено оскорбление. Профейт-ЛеБлан стала хранителем историй о Начо-Ньяк-Дун.
Профейт-ЛеБлан

...произошла от многих сказителей и теперь является хранителем многих из этих историй древнего и не столь далёкого прошлого. В течение 15 лет она работала со своим народом по всему Юкону, чтобы гарантировать, что устные истории и истории людей первых наций записывались и транслировались для потомков. Соучредитель Юконского международного фестиваля сказителей, Общества юконских художников коренных народов, Луиза попыталась сделать так, чтобы голос её народа был услышан и был защищён для будущих поколений. Этот голос и информация — дар, которым её народ должен поделиться ради улучшения мира.
Оригинальный текст (англ.)...has come from a long line of storytellers and is now the keeper of many of these stories of the ancient and not so distant past. For 15 years she worked with her people all over the Yukon to ensure that the oral histories and stories of the First Nations people were recorded and transcribed for posterity. Cofounder of the Yukon International Storytelling festival, Yukon and the Society of Yukon Artists of Native Ancestry, Louise has attempted to ensure the voice of her people is heard and will be protected for the future generations. This voice and information is a gift that her people must share for the betterment of the world."
— Центр искусств и творчества Банфа
Профейт-ЛеБлан выделила четыре категории повествования аборигенов Юкона:

Классические рассказы «Роль повествования в местной культуре Юкона», включающие рассказы о сотворении мира, например, как ворон сотворил Вселенную, как человек стал человеком; региональные рассказы, которые напоминают фольклорные рассказы других культур, например о том, как появился южный ветер, и рассказывают об определённых экологических характеристиках Юкона и об отношениях людей с реальными местами; семейные истории — это истории, характерные для отдельных семей; и общинные рассказы — это рассказы о событиях, которые происходили в местном сообществе (обычно в родственных группах)».
Оригинальный текст (англ.)"The role of storytelling in Yukon Native Culture" classic stories, which include the creation story-for example, how crow made the universe, how man became a human being; regional stories, which resemble folklore stories from other cultures such as how the south wind came to be, and which talk about certain Yukon environmental characteristics and about relationships of people with actual places; familial stories are those that are specific to individual families; and communal stories are accounts of events that took place in the local community (usually kin-based)."
— Echevarria 2008 со ссылкой на Профейт-ЛеБлан

### Юконский международный фестиваль сказителей
В 1980-х годах Профейт-ЛеБлан и сказительница Энн Тейлор были соучредителями Юконского международного фестиваля сказителей, в Уайтхорсе, Юкон, который проводился каждое лето, как правило, на открытом воздухе. Профейт-ЛеБлан из племени северных тутчонов была племянницей Анджелы Сидни (1902–1991), одной из последних носителей языка тагиш Юкона. Сидни посвятила свою жизнь сохранению историй тагиш Южного Юкона. Профейт-ЛеБлан и Тейлор были заинтересованы в создании более локального места для обмена историями о Юконе, когда они поняли, что Сидни пришлось путешествовать на фестиваль сказителей в Торонто в 1984 году для распространения историй своего народа среди мировой аудитории. В 1987 году заинтересованные стороны собрались вместе, чтобы запланировать первый Юконский фестиваль сказителей в 1988 году. Позже он вышел за рамки Юкона и Канады, чтобы привлечь сказителей со всего мира с акцентом на рассказывание историй коренных народов и циркумполярных стран.

### Общество юконских художников коренных народов
Профейт-ЛеБлан была соучредителем Юконского общества художников коренных народов.

## Медиа-искусство
Профейт написала статью для программы New Media Arts в Банфе в 2006 году.

## Канадский совет по искусству
Профейт-ЛеБлан работала координатором отдела искусств аборигенов Канадского совета искусств в Оттаве, Онтарио, где она обслуживала многих художников-аборигенов в Канаде и за рубежом. Совет по делам искусств Канады помог представить работы Ребекки Белмор на Венецианской биеннале, хип-хоп-электронной группы A Tribe Called Red на выставке WOMEX World Music Expo в Салониках, Греция в 2012 году, и Ассоциации ведущих исполнителей искусств в Нью-Йорке в 2013 году.

## Личная жизнь
Профейт-ЛеБлан служила в Национальном духовном собрании бахаи Канады.